# Шорт-трек

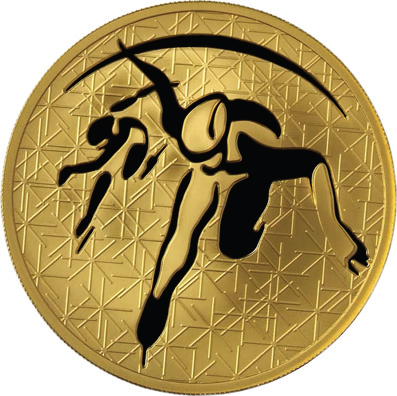
Золотая монета ЦБ РФ

Шорт-трек (англ. short-track speed skating, рус. скоростной бег на коньках на короткой дорожке) — вид конькобежного спорта. На дистанции спортсмены (как правило 4-8: чем длиннее дистанция, тем больше человек в забеге) одновременно бегут по овальной ледовой дорожке длиной 111,12 м.

## Правила и разновидности

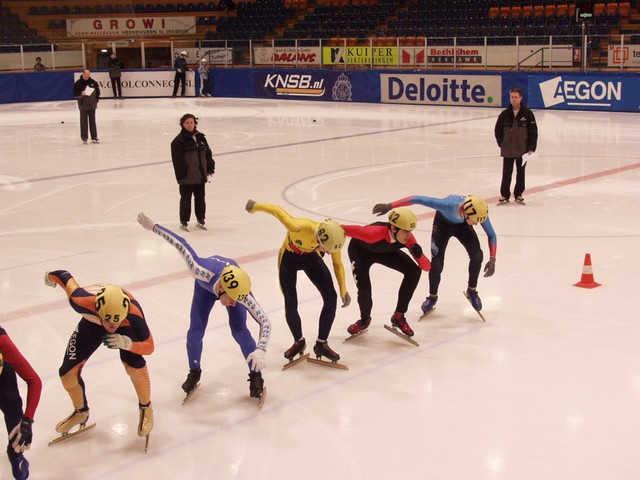
Старт на дистанции шорт-трека

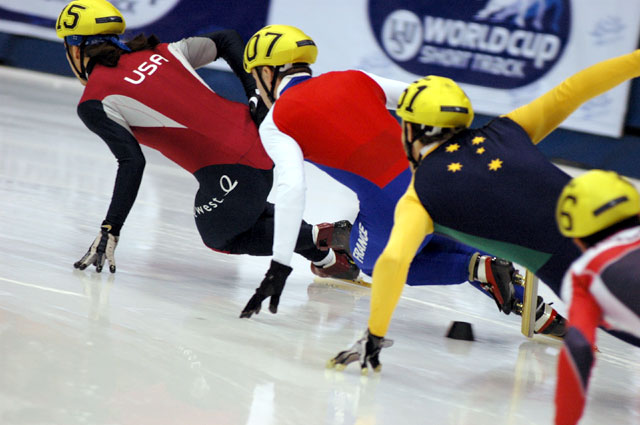
Шорт-трекисты проходят повороты, буквально прижимаясь ко льду

Дорожка, как правило, размещается на обычной хоккейной площадке. Повороты делают внутренним радиусом 8 м, расстояние между закруглениями — 28,85 м. Расстояние — 111,12 — получается при измерении дистанции в 0,5 м от бровки. Ездят против часовой стрелки. В соревнованиях на короткие дистанции, чтобы конькобежцы поворачивали на «чистом» льду, трассу вместе со стартовой чертой от забега к забегу немного смещают (финишная черта с аппаратурой фотофиниша неподвижна). На длинные — выпускают  машину после каждого забега.
Забеги проводятся на 500, 1000, 1500 и 3000 метров.
Во время эстафеты участники могут менять друг друга в любой момент, кроме последних двух кругов. При этом они могут подталкивать своих товарищей. Упавшего спортсмена можно сменить в любой момент (в том числе и на последних кругах). У мужчин эстафета 5000 м, у женщин — 3000 м.
Многоборье состоит из четырёх дисциплин: 500 м (4,5 круга), 1000 м (9 кругов), 1500 м (13,5 кругов), 3000 м (27 кругов).
Поскольку весь забег проходит в тесной борьбе, правила шорт-трека очень жёсткие. В частности, запрещено:
- мешать другим спортсменам (DQI — Impeding);
- срезать дистанцию (DQO — Outside);
- пересекать траекторию более быстрого спортсмена (DQX — Crossing);
- выбрасывать вперёд ногу перед финишной чертой, исключение — не отрывая лезвия от льда (DQK — Kicking);
- подталкивать товарищей по команде (кроме как во время передачи эстафеты);
- двум и более спортсменам действовать по сговору.

Если конькобежца обошли на круг, тот обязан пропустить обгоняющего. Если конькобежца обошли на два круга, тот сходит с дистанции (за исключением ситуации, когда в непосредственной близости есть соперники). Впрочем, по решению судьи сошедшего могут включить в финальную классификацию (например, если его сбили).

## Снаряжение
Коньки (лезвия) жёстко соединены с ботинком (клап-скейты запрещены). Лезвие сдвинуто влево относительно середины ботинка — это позволяет проходить повороты буквально «впритирку» к земле, также лезвие имеет загиб и овал. Левая перчатка имеет специальные наклейки на кончиках пальцев, позволяющие при необходимости опереться о лед. Из прочего снаряжения: шлем, комбинезон с кевларовым покрытием, шейный протектор, щитки.

## История

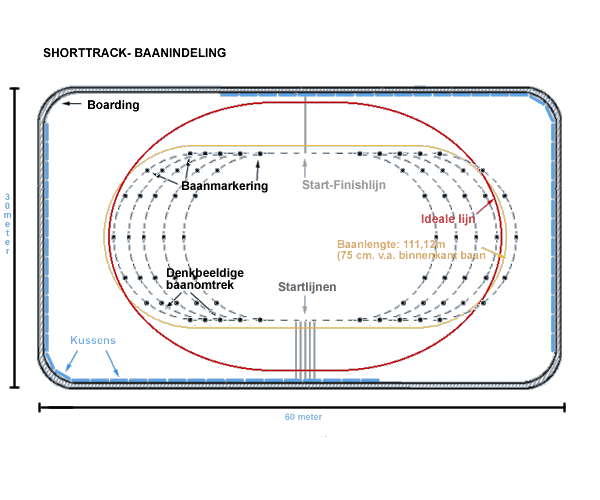
Разметка для забегов

Для классического конькобежного спорта нужен специализированный стадион (в международных состязаниях принята дорожка длиной 400 м), в длину такой стадион больше, чем футбольное поле. Для шорт-трека же требуется обычная хоккейная «коробка» со специальной разметкой.
В начале XX века в США и Канаде сформировался новый, более демократичный вид гонок на коньках. В 1967 году Международный союз конькобежцев (ISU) принял под свою эгиду шорт-трек, хотя и не организовывал международных соревнований до 1976 г. Чемпионаты мира проводятся с 1981 года (хотя предыдущие соревнования позднее также получили этот статус). Первый чемпионат Европы по шорт-треку был проведён в 1997 году в Мальмё (Швеция). С 1999 года проводится Кубок мира. На Олимпийских играх 1988 в Калгари шорт-трек был показательным видом спорта. Полностью принят в олимпийскую семью он был лишь в 1992 г. и с тех пор является неотъемлемой частью «белых» Олимпиад. В Ванкувере было разыграно 8 комплектов олимпийских медалей по шорт-треку.
Шорт-трек в России начался с участия в Универсиаде 1985 года в Беллуно (Италия). Первый чемпионат СССР был проведен в 1988 году. На своей родине — в США и Канаде — шорт-трек стал популярнее классического конькобежного спорта.
На Зимних Олимпийских играх 2014 в Сочи Виктор Ан (Ан Хён Су) выиграл три золотые медали: две в индивидуальных забегах на 1000 и 500 метров и третью в эстафете на 5000 метров. Таким образом, Виктор Ан стал единственным шестикратным олимпийским чемпионом в шорт-треке.

## Рекорды в шорт-треке

### Мужчины
| Дистанция                                                                                | Атлет       | Национальность   | Дата           | Город               | Результат |
| ---------------------------------------------------------------------------------------- | ----------- | ---------------- | -------------- | ------------------- | --------- |
| 500 м                                                                                    | У Дацзин    | Китай            | 11 ноября 2018 | Калгари, Канада     | 39,505    |
| 1000 м                                                                                   | Хван Дэ Хон | Республика Корея | 12 ноября 2016 | Солт-лейк-Сити, США | 1:20,875  |
| 1500 м                                                                                   | Шинки Кнегт | Нидерланды       | 13 ноября 2016 | Солт-лейк-Сити, США | 2:07,943  |
| 3000 м                                                                                   | Но Джин Гю  | Республика Корея | 19 марта 2011  | Варшава, Польша     | 4:31,891  |
| 5000 м (эстафета)                                                                        | Венгрия*    | Венгрия          | 4 ноября 2018  | Калгари, Канада     | 6:28,625  |
| * Национальная сборная Венгрии: Чаба Бурьян, Коул Крюгер, Шаоанг Лю и Шандор Шаолинь Лю. |             |                  |                |                     |           |

### Женщины
| Дистанция                                                                                                 | Атлет            | Национальность   | Дата            | Город               | Результат |
| --- | ---------------- | ---------------- | --------------- | ------------------- | --------- |
| 500 м | Ксандра Велзебур | Нидерланды       | 4 ноября 2022   | Солт-лейк-Сити, США | 41.416    |
| 1000 м | Сюзанне Схюлтинг | Нидерланды       | 4 ноября 2022   | Солт-лейк-Сити, США | 1:25.958  |
| 1500 м | Чхве Мин Джон    | Республика Корея | 12 ноября 2016  | Солт-лейк-Сити, США | 2:14.354  |
| 3000 м | Чон Ын Джу       | Республика Корея | 12 ноября 2016  | Харбин, Китай       | 4:46.983  |
| 3000 м (эстафета)                                                                                         | Нидерланды*      | Нидерланды       | 23 октября 2021 | Пекин, Китай        | 4:02.809  |
| * Национальная сборная Нидерландов: Сельма Паутсма, Сюзанне Схюлтинг, Яра Ван Керкхоф и Ксандра Велзебур. |                  |                  |                 |                     |           |